# Lock, Stock and Two Smoking Barrels
Lock, Stock and Two Smoking Barrels (br: Jogos, Trapaças e Dois Canos Fumegantes / pt: Um Mal Nunca Vem Só) é um filme britânico de 1998, escrito e dirigido por Guy Ritchie e produzido por Matthew Vaughn. O filme é estrelado por Jason Flemyng, Dexter Fletcher, Jason Statham, Vinnie Jones, Sting, Nick Moran e Steven Mackintosh.
O filme mostra, num tom de humor negro, o submundo do crime na cidade de Londres.
Deu origem a uma série na Inglaterra, chamada Lock, Stock…, transmitida originalmente no Channel 4.

## Sinopse
Com esperteza e charme, Eddie convence seus três velhos amigos a investirem as suadas economias num jogo de cartas que é uma verdadeira moleza. Eddy é um ótimo jogador, mas cai numa armadilha. E deixa a mesa devendo cinco vezes o que tinha. Mas nem tudo está perdido. Ele tem uma semana para quitar a dívida, ou ter os dedos da mão cortados. Começa assim uma caçada implacável pelo submundo de Londres, com gente da pior espécie atrás dos rapazes e do dinheiro.

## Elenco
- Jason Flemyng como Tom
- Dexter Fletcher como Soap
- Nick Moran como Eddie
- Jason Statham como Bacon
- Steven Mackintosh como Winston
- Vinnie Jones

## Recepção da crítica
Lock, Stock and Two Smoking  Barrels teve recepção geralmente favorável por parte da crítica especializada. Em base de 30 avaliações profissionais, alcançou metascore de 66% no Metacritic. Por votos dos usuários do site, alcança uma nota de 8.8, usada para avaliar a recepção do público.